# Virginia Slims of Moscow - Doppio
Il doppio del torneo di tennis Virginia Slims of Moscow, facente parte del WTA Tour 1989, ha avuto come vincitrici Larisa Neiland e Nataša Zvereva che hanno battuto in finale Nathalie Herreman e Catherine Suire con il punteggio di 6–3, 6–4.

## Teste di serie
1. Larisa Neiland /  Nataša Zvereva (Campionesse)
2. Gretchen Rush /  Betsy Nagelsen (primo turno)

1. Katrina Adams /  Kathy Rinaldi (primo turno)
2. Nathalie Herreman /  Catherine Suire (finale)

## Tabellone

### Legenda
| - Q = Qualificato - WC = Wild card - LL = Lucky loser | - ALT = Alternate - SE = Special Exempt - PR = Protected Ranking | - w/o = Walkover - r = Ritirato - d = Squalificato |